# ذكرية (جنس)
ذكرية (الاسم العلمي: Andricus)، جنس حشرات من غشائيات الأجنحة وفصيلة الآبرات. أنواعه عديدة.